# Adriano Micantoni
Adriano Micantoni (Roma, 7 aprile 1921 – Milano, 6 maggio 1994) è stato un attore italiano.

## Biografia
Frequenta il corso di recitazione presso l'Accademia nazionale d'arte drammatica, allievo di Orazio Costa e Sergio Tofano, per debuttare come attore giovane in teatro nel 1939, inizia a lavorare nel cinema nel 1940, dal 1949 sarà di frequente all'interno della prosa radiofonica e televisiva della Rai, negli anni cinquanta e sessanta attivo in modo discontinuo anche nel doppiaggio, inizialmente presso la ODI e la ARS, e in seguito per la SINC Cinematografica di Mimmo Palmara, tutte compagnie romane; infine per la milanese Merak Film.

## Prosa radiofonica Rai
- Faust di Wolfgang Goethe, regia di Corrado Pavolini, trasmessa il 14 ottobre 1953.
- Il satiro di Wolfgang Goethe, regia di Gian Domenico Giagni, trasmessa l'8 agosto 1956.
- Il giuoco delle parti di Luigi Pirandello, regia di Flaminio Bollini, trasmessa il 18 giugno 1963.

## Prosa televisiva Rai
- L'ottavo servizio da the, regia di Alberto Gagliardelli, trasmessa il 22 marzo 1955.
- Santa Caterina da Siena di Gherardo Gherardi, regia di Giulio Pacuvio, trasmessa il 23 settembre 1957.
- Delitto perfetto, regia di Flaminio Bollini, trasmessa il 20 novembre 1961.
- La ragazza sull'asfalto di Malcom Hulke e Eric Paice, regia di Alessandro Brissoni, trasmessa il 30 marzo 1962.
- La conversione del capitano Brassbound, regia di Mario Ferrero, trasmessa il 3 settembre 1962.
- Le gioie della famiglia, regia di Giampaolo Callegari, trasmessa il 18 gennaio 1963.
- Una volta nella vita, regia di Mario Landi, trasmessa il 4 febbraio 1963.
- Champignol senza volerlo, regia di Silverio Blasi, trasmessa il 25 febbraio 1963.
- Il viaggio, regia di Flaminio Bollini, trasmessa il 29 luglio 1963.
- Tovaritch, prosa di Jacques Deval, regia di Flaminio Bollini, trasmessa sul Secondo Programma il 17 maggio 1967.

## Prosa teatrale
- Un tale che passa, commedia di Gherardo Gherardi, regia di Sergio Tofano, prima al Teatro delle Arti di Roma il 1º febbraio 1952.
- La terra è rotonda di Armand Salacrou, regia di Roberto Guicciardini, prima al Forte Belvedere di Firenze nel settembre 1960.

## Filmografia

### Cinema
- L'orizzonte dipinto, regia di Guido Salvini (1940)
- La corona di ferro, regia di Alessandro Blasetti (1941)
- L'elisir d'amore, Amleto Palermi (1941)
- Capitan Tempesta, regia di Corrado D'Errico (1942)
- Le ragazze di San Frediano, regia di Valerio Zurlini (1954)
- Afrodite, dea dell'amore, regia di Mario Bonnard (1958)
- Pia de' Tolomei, regia di Sergio Grieco (1958)
- Teseo contro il minotauro, regia di Silvio Amadio (1960)
- Maciste contro lo sceicco, regia di Domenico Paolella (1962)
- La banda Casaroli, regia di Florestano Vancini (1962)
- I pianeti contro di noi, regia di Romano Ferrara (1962)
- Il conquistatore di Corinto, regia di Mario Costa (1962)
- Metempsyco, regia di Antonio Boccacci (1963)
- Ursus nella terra di fuoco, regia di Giorgio Simonelli (1963)
- Appuntamento a Dallas, regia di Piero Regnoli (1964)
- Due mafiosi nel Far West, regia di Giorgio Simonelli (1964)
- Una spada per l'Impero, regia di Sergio Grieco (1964)
- La colt è la mia legge, regia di Alfonso Brescia (1965)
- 30 Winchester per El Diablo, regia di Gianfranco Baldanello (1965)
- I due sanculotti, regia di Giorgio Simonelli (1966)
- La notte pazza del conigliaccio, regia di Alfredo Angeli (1967)
- LSD - Inferno per pochi dollari, regia di Massimo Mida (1967)
- Soldati e capelloni, regia di Ettore Maria Fizzarotti (1967)
- Ciccio perdona... io no!, regia di Marcello Ciorciolini (1968)
- I nipoti di Zorro, regia di Marcello Ciorciolini (1968)
- I due pompieri, regia di Bruno Corbucci (1968)
- Franco e Ciccio... ladro e guardia, regia di Marcello Ciorciolini (1969)
- Le calde notti di Don Giovanni, regia di Alfonso Brescia (1971)
- ...continuavano a chiamarlo Trinità, regia di E.B. Clucher (1971)
- L'ultima orgia del III Reich, regia di Cesare Canevari (1977)
- La fine della notte, regia di Davide Ferrario (1989)

### Televisione
- Aprite: polizia!, regia di Daniele D'Anza – miniserie TV, episodio 1x05 (1958)
- Il segno del comando, regia di Daniele D'Anza (1971)

## Doppiaggio

### Film cinema
- Mario Adorf in L'uccello dalle piume di cristallo